# Juan Antonio de Courten y González
Juan Antonio de Courten y González (Tortosa, 7 d'octubre de 1730 - la Almunia de Doña Godina, 21 de desembre de 1796) fou un militar espanyol, governador d'Orà i Capità general d'Aragó durant el regnat de Carles IV d'Espanya.
Fill de Juan Amador Courten y Herreford, coronel d'enginyers d'origen suís i una espanyola, va ingressar al Regiment d'Infanteria de Flandes en 1742. En 1743 ascendí a subtinent i fou destinat a Itàlia on va lluitar en la batalla de Campo Santo. Després fou transferit a les guàrdies valones, amb les que va participà en les batalles de Velletri (11 d'agost de 1744), Piacenza (16 de juny de 1746) i Tidone (10 d'agost de 1746), i fou ascendit a tinent de fusellers. Va tornar a Espanya, on va continuar ascendint i va participar en la guerra contra Portugal de 1762 i en l'expedició d'O'Reilly contra Alger de 1775. Fou ascendit a capità de fusellers en 1768 i a capità de granaders en 1780, alhora que participava en el setge de Gibraltar. En 1783 va ascendir a brigadier i en 1789 a mariscal de camp.
Del 23 de novembre de 1790 fins al 27 de febrer de 1792 fou governador de la plaça d'Orà fins que fou evacuada. En 1791 fou nomenat tinent general. Després va participar en la Guerra Gran sota les ordres d'Antonio Ricardos, i participà en la batalla del Masdéu (19 de maig de 1793) i en la batalla de Paretstortes (17 de setembre de 1793. El 26 de febrer de 1795 fou nomenat Capità general d'Aragó, càrrec que va ocupar fins a la seva mort el 21 de desembre de 1796.